# Pierre Cazenave
Pierre Cazenave was een Fransman die in de Tweede Wereldoorlog als valschermjager actief was.
Hij was van 4 tot 20 april 1945 lid van het 4de SAS team, daarna werd hij bij Stick 21 ingedeeld.
Op 7 april 1945 deed hij mee aan Operatie Amherst en werd hij gedropt bij Hooghalen in Drenthe. Hij was ingedeeld bij het 21ste vliegtuig. Groep 21 (Stick 21) bestond behalve uit Cazenave ook uit de Franse valschermjagers Jacques Dugognon, Pierre Raymond Lebas, Lignier, Eugène Pilorget, Jean-Marie Ruard en Maurice Gaston Louis Rutard (1921), alsmede de Britse para Paddy Corrigan. Er waren ook vier Jedburgh-mannen aan boord: Carel Ruijsch van Dugteren, Arie Dirk Bestebreurtje, Majoor R.A.F. Harcourt (bevelvoerend officier) en C.C. Somers (Britse radio-telegrafist). Het was erg slecht weer waardoor het team zeer verspreid in de buurt van Kamp Westerbork terechtkwam, en geen contact met elkaar kon opnemen. Op 12 april werd de regio om het kamp door de Canadezen bevrijd.
Harcourt en 67 Franse para's werden gevangengenomen en als krijgsgevangenen naar Bremen gebracht. Zij werden op 30 april bevrijd.